# Salut (moneta)
Salut (od łac. saluto – pozdrowić, nawiedzić, salutatio – pozdrowienie) – złota moneta francuska wprowadzona przez Karola VI (1380–1422), zawierająca 3,85 grama czystego kruszcu. Na jej awersie przedstawiano Najświętszą Maryję Pannę oraz pozdrawiającego ją archanioła Gabriela, a na rewersie krzyż łaciński pomiędzy dwiema liliami.
Francuskie saluty naśladowane były przez Henryka VI uważanego wówczas za króla Anglii i Francji.